# 流芳芋属
流芳芋属（学名：Gearum）是天南星科的一属。

## 下属物种
本属包括以下物种：
- 巴西魔芋 Gearum brasiliense N.E.Br.，巴西流芳芋